# Dirty Santa
Dirty Santa ist ein Pornofilm des Regisseurs Jakodema aus dem Jahr 2014, der vom Unternehmen Digital Playground Direct-to-Video produziert wurde. Der Weihnachtsfilm wurde im Dezember 2014 veröffentlicht.

## Handlung
Nachdem der Weihnachtsmann seinen Hintern versohlt bekommen hat, bittet er drei Männer, Tom, Dick und Harry, Weihnachten mit seinem magischen Anzug zu retten. Der Anzug hat die Fähigkeit, sich überall hin zu teleportieren, Geschenke auszuliefern und vieles mehr. Die Männer sind einverstanden zu helfen und Tom geht zuerst, beschließt aber, sich zum Wiedergutmachungs-Sex zum Haus seiner Ex-Freundin zu teleportieren. Dick kommt als Nächstes dran und hört auf, Geschenke zu liefern, um seinen eigenen frechen Weihnachtswunsch nach einem Vierer mit Playmates erfüllen. Schließlich ist Harry an der Reihe und hat nicht nur alle Geschenke geliefert, sondern ihm wird auch angeboten, den Platz des Weihnachtsmanns einzunehmen. Weihnachten ist gerettet und der Nordpol wartet auf Harrys Ankunft, vor allem Mrs. Claus, die sich auf feierlichen Sex nach den Feiertagen freut.